# Chiesa di Santa Maria Assunta al Vigentino
La chiesa di Santa Maria Assunta al Vigentino è una chiesa di Milano situata nel quartiere del Vigentino, nella zona sud della città, lungo l'antica via Vigentina. Per secoli e secoli parrocchiale del Vigentino e ultimamente prepositurale, oggi è ridotta a sussidiaria della Chiesa della Madonna di Fatima del Vigentino.
La sua storia è legata in una prima fase ai quartieri suburbani nati dall'esodo forzato dei Milanesi dopo la distruzione della città ad opera del Barbarossa nel 1162. Nel Quattrocento faceva parte di un importante complesso monacastico, il Castellazzo, dell'ordine dei Gerolimini. Ricostruita tra XV e XVII secolo, contiene la Cappella del Rosario, con interessanti opere del Cerano e della sua bottega, oltre a un ciclo pittorico nel presbiterio che può ricondursi all'influenza di Ambrogio Figino. Gli altari laterali e le decorazioni in stucco dell'interno risalgono al XVII secolo, mentre l'altare maggiore e la decorazione pittorica del battistero furono realizzati nel secolo successivo. È stata oggetto di un importante restauro terminato nel 2016.

## Storia
La data di costruzione della chiesa originaria non è nota con esattezza anche se alcuni elementi hanno fatto supporre un primo insediamento in epoca carolingia. All'epoca la zona era prettamente rurale (si trova circa 4 km a sud di Piazza del Duomo, ben fuori dalle cinte murarie milanesi); faceva parte però di una cintura che già nella Milano tardoantica conteneva necropoli pagane e cimiteri cristiani, oltre ad alcune grandi basiliche extraurbane che spesso si trovavano accanto alle grandi vie di collegamento di Milano con le grandi città imperiali. Santa Maria Assunta è a poche decine di metri dalla strada verso Pavia.
Spesso gli edifici di culto di questi aggregati extraurbani contenevano reliquie che costituivano anche motivo di "attrazione" per i cimiteri: era infatti diffusa la volontà di essere sepolti in prossimità di un sito contenente reliquie di santi o martiri. Probabilmente da questa circostanza deriva la dizione di Corpi santi, che ha definito queste zone sino alla loro incorporazione nel comune di Milano nel 1808.
All'epoca della distruzione di Milano ad opera del Barbarossa, la popolazione fu costretta a lasciare la città e ad insediarsi fuori dalle mura: i borghi della cintura extraurbana, tra i quali il Vigentino, conobbero dunque una improvvisa esplosione demografica che, pur se rapidamente riassorbita negli anni successivi, lasciò molte tracce. Tra queste spicca il Castellazzo, un palazzo/fortezza eretto a difesa della zona. Al secolo successivo risale la prima citazione, nel Liber Notitiæ Sanctorum Mediolani, dell'esistenza della chiesa di Santa Maria. Il palazzo del Castellazzo (del quale non rimane oggi alcuna traccia) fu donato nel 1401 da duca Gian Galeazzo Visconti alla congregazione di San Gerolamo o dei Girolimini che diede vita ad un complesso monastico importante e ricco grazie ai possedimenti fondiari circostanti. La chiesa di Santa Maria Assunta faceva parte del complesso, come edificio esterno al monastero vero e proprio ed aperto al culto per gli abitanti del borgo e del contado circostante.
Un documento del 1562 rileva lo stato di degrado della chiesa e ne propone il restauro in modo da poterla nuovamente utilizzare per la messa. La pianta allegata alle relazioni di visita di fine 500 effettuate nell'ambito della campagna di ricognizione promossa da San Carlo Borromeo mostra un edificio più piccolo dell'attuale e poveramente arredato. I lavori di ricostruzione iniziano nel 1597 e seguono i canoni (Instructiones) fissati dal Borromeo nel 1577. Purtroppo la documentazione dei lavori è andata perduta, ma essi erano certamente terminati nel 1621.

## Il ciclo mariano del presbiterio
Il presbiterio è decorato da tre grandi tele con gli episodi finali della Vita Virginis: la Dormitio, la Assunzione e l'Incoronazione. Le tele sono datate 1606 e furono commissionate dall'allora parroco don Bernardo Borroni, che vi è ritratto. Le tele opere di Girolamo Ciocca risentono dei modelli di Ambrogio Figino, esponente del michelangiolismo allora molto diffuso nella pittura lombarda.

## L'altare del Rosario
L'opera più rilevante nella chiesa è la Cappella del Rosario, oggetto di un accurato recente restauro, non datata ma che può farsi risalire al periodo 1619-21. Essa contiene una grande macchina d'altare in legno dorato con statue di angeli e profeti, che segue modalità della tradizione quattrocentesca lombarda. Il paliotto nella parte inferiore è un rifacimento ottocentesco, e la statua della Madonna nella nicchia centrale è un'opera moderna che ha sostituito una antica “Madonna vestita” andata perduta. Le due belle tavole a fianco della statua rappresentano San Carlo Borromeo e San Domenico, che porta in mano il modello della chiesa. Sopra la statua una Colomba dello Spirito Santo è sormontata da un timpano con l'immagine di Dio Padre. Sopra questa il fregio con il Nomen Mariae è affiancato dalle immagini di Santa Maria Maddalena e Santa Marta. Alla sommità una cornice di legno dorato contiene l'Affresco della Pietà, risalente probabilmente alla chiesa cinquecentesca e recuperato nella ristrutturazione. Le pareti della cappella e la volta sono decorate da pregevoli dipinti su tavola, di forma ottagonale, che rappresentano i quindici Misteri del Rosario ("misteri gaudiosi", "misteri dolorosi" e "misteri gloriosi"). Da notare nell'episodio della flagellazione la presenza di un carnefice in costume ottomano affiancato da un altro aguzzino in vesti che suggeriscono un'origine protestante. Altri dettagli testimoniano una grande attenzione a questioni teologiche di attualità. La ricca decorazione della cappella è completata, sui fianchi e nella volta dell'arco di ingresso, da busti di santi affrescati.
L'attribuzione dei singoli elementi non è possibile con sicurezza, ma certamente si tratta di opere eseguite dal Cerano e dalla sua bottega.

## Nei media
La chiesa è stata scelta come location del film Papà dice messa, diretto e interpretato da Renato Pozzetto nel 1996.